# وادي العرايس

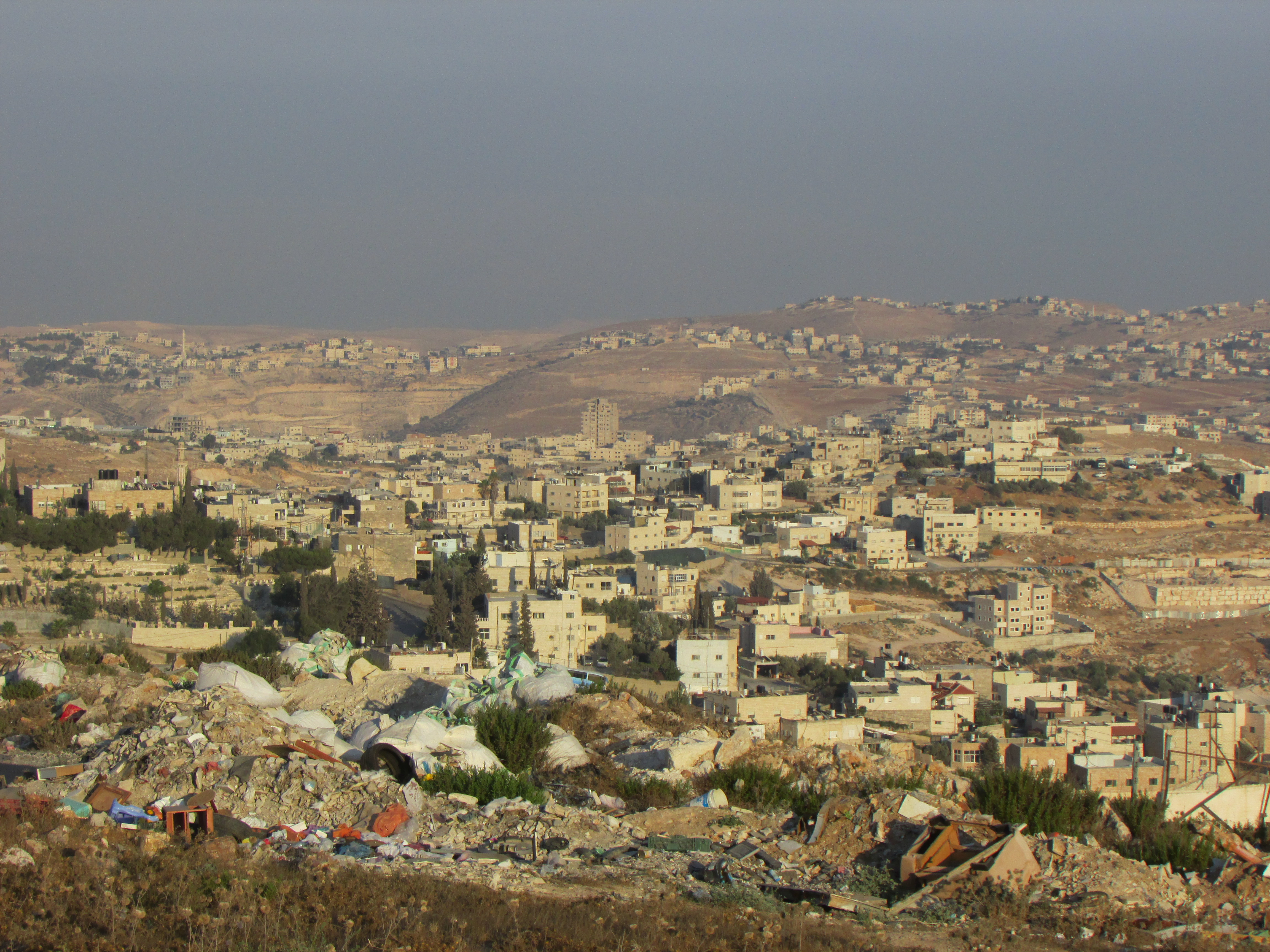
وادي العرايس في بيت لحم

وادي العرايس  قرية فلسطينية تقع على بعد عشرة كيلومترات شرق محافظة بيت لحم. جنوب الضفة الغربية .وقد وقعت تحت الاحتلال الإسرائيلي في حرب 1967 ولكنها تتبع السلطة الوطنية الفلسطينية.
لها مجلس قروي، وفقًا للجهاز المركزي للإحصاء الفلسطيني ، بلغ عدد سكان القرية 2169 نسمة في منتصف عام 2006. يتم الحصول على الرعاية الصحية الأولية في منطقة العبيدية حيث صنفت وزارة الصحة مرافق الرعاية على أنها المستوى 3.

## تاريخها
في أعقاب حرب عام 1948عام النكبة، وبعد اتفاقيات الهدنة عام 1949، أصبحت وادي العرايس تحت الحكم الأردني. في تعداد عام 1961 بلغ عدد سكان وادي العرايس 357 نسمة.
منذ حرب الأيام الستة عام 1967، أصبحت القرية تحت الاحتلال الإسرائيلي. بلغ عدد السكان في تعداد عام 1967 الذي أجرته السلطات الإسرائيلية 501 نسمة.

## سبب التسمية
تسمية وادي العرايس  الذي يفصل بين بلدتي دار صلاح والعبيدية شرق محافظة بيت لحم، ويمتد من منطقة رأس الواد الى منتصف بلدة العبيدية، تعود إلى عدة روايات. إحدى الروايات تقول إنه كان الطريق الذي تمر منه مواكب العرسان، وفي إحدى المرات جرفت مياه الشتاء موكبًا كان يحمل ستة عرائس، مما أدى إلى وفاتهن وسمي الوادي تذكارًا لهذه الحادثة. أما رواية أخرى فترجع الاسم إلى شهرة الوادي بزراعة الفقوس و"دوار الشمس" الذي كان يُسمى محليًا "العرايس".